# Dixella laeta
Dixella laeta är en tvåvingeart som först beskrevs av Friedrich Hermann Loew 1849.  Dixella laeta ingår i släktet Dixella och familjen u-myggor. Inga underarter finns listade i Catalogue of Life.